# Alexandre Livchitz
Pour les articles homonymes, voir Livchitz.
Alexandre Livchitz, surnommé  "Choura", né à Munich, le 20 avril 1911, exécuté par les Allemands à Schaerbeek, le 10 février 1944, est un héros de la résistance belge durant la Seconde Guerre mondiale. Il est le frère ainé de Youra Livchitz.

## Biographie

### Enfance
Les parents d'Alexandre Livchitz, Rachel Mitschnik (née en 1889) et Schlema Livchitz, originaires de Kichinev en Bessarabie (Empire russe), s'installent à Munich en 1910. Alexandre (Choura), frère aîné de Youra, naît à Munich le 20 avril 1911. Inscrit en faculté de médecine, Schlema Livchitz décroche son diplôme en 1913. Prise dans la tourmente de la guerre, la famille fuit et s'installe à Kiev, où naît Youra Livchitz le 30 septembre 1917. Le couple se sépare en 1928.

### Bruxelles
Rachel Livchitz, qui avait étudié un an à la Sorbonne, à Paris, s'installe avec ses deux fils à Bruxelles. Elle est originaire d'une famille juive de Bessarabie fortunée, et fréquente le milieu de la théosophie intégrant la vie communautaire du docteur Nyssen (La Monada) qui attirait des artistes et des intellectuels. Ses enfants fréquentent l'athénée d'Uccle, un véritable creuset de libres penseurs et de résistants, où ils côtoient notamment Robert Leclercq, Robert Maistriau et Jean Franklemon. Adolescent, Alexandre s'éprend d'une institutrice adepte de la pédagogie Montessori. La famille est priée de quitter la communauté et s'installe non loin de là, avenue Brugmann. À cette époque, les frères Livchitz fréquentent le milieu intellectuel de gauche de Hertz Jospa et de son épouse Yvonne.

### La Guerre
Rachel Livchitz, Alexandre et Youra fréquentent alors l'Atelier Marcel Hastir, ainsi que Robert Leclercq, Ilya Prigogine, Sergej Rzepkowicz, Paul Delvaux, René Magritte. Si les Allemands ont confisqué la bibliothèque de théosophie, l'atelier n'en reste pas moins un important bastion de cette philosophie et un point de chute pour les jeunes résistants, qui y écoutent la BBC et participent à la distribution de tracts et de journaux clandestins.

### Arrestation
À la suite d'une dénonciation, lui et son frère sont trahis et la camionnette qui devait les conduire à travers la France vers l'Angleterre les amena directement à la Gestapo. Ils sont arrêtés le 26 juin 1943. Ils furent tous deux condamnés et exécutés au Tir national, à une semaine d'intervalle, Alexandre, (Choura), le 10 février 1944, Youra, le 17 février 1944,,  .
Voici la lettre qu'Alexandre adresse à sa mère depuis la prison de Saint-Gilles où il a été incarcéré en vue de son exécution initialement prévue pour le 9 février:
« Encore un tour de cadran par la petite aiguille, et je serai enfin libre. Je suis calme, et quand on m'a lu la confirmation de ma condamnation ainsi que le rejet de mon recours en grâce, je n'ai pas bronché et je crois même que dans la chambre où cette cérémonie a eu lieu, ces MM. se sont sentis les vrais coupables… J'irai au poteau (car je serai fusillé - c'est tout de même plus beau que d'être pendu) la tête haute, sans regret, sans remords, la conscience tranquille, et le sentiment d'avoir fait de mon mieux pour lutter pour une vie meilleure et l'avènement d'un monde nouveau ».